# آکسفوردشر غربی
آکسفوردشر غربی (به انگلیسی: West Oxfordshire) یک منطقهٔ مسکونی در بریتانیا است که در آکسفوردشر واقع شده‌است.